# Pironet NDH
Die Pironet NDH Datacenter AG & Co. KG ist ein Informationstechnologie-Unternehmen in Köln. Im Jahr 2014 beschäftigte das Unternehmen durchschnittlich 204 (2012: 283; 2011: 379; 2010: 406) Mitarbeiter und erzielte einen konsolidierten Gesamtumsatz von 42,3 (2014: 43,18; 2011: 52,92; 2010: 55,4) Millionen Euro. Das Unternehmen verfügt über ein eigenes Rechenzentrum in Hamburg.
Die Pironet NDH AG agiert als Unternehmensgruppe im IT-Markt mit spezialisierten Unternehmen in zwei Geschäftssegmenten. Ihr Portfolio an Lösungen und Diensten umfasst insbesondere Beratung, Software, Integrations- und Betriebsdienstleistungen. Das Unternehmen integriert als Management-Holding drei Unternehmen aus verschiedenen Geschäftsfeldern.

## Geschichte
Die Pironet NDH AG mit Hauptsitz in Köln wurde 1995 gegründet und war erstmals im Jahr 2000 im Neuen Markt an der Börse notiert.
Im Jahre 2005 erfolgte die Übernahme der Imperia AG.
Mitte November 2013 wurde von der Cancom SE ein bis zum 16. Dezember 2013 angesetztes freiwilliges öffentliches Übernahmeangebot an die Aktionäre der Pironet NDH abgegeben. Per Ende Juni 2014 wurden der Cancom SE 78,1 % der Pironet Aktien zugerechnet.
Im März 2015 endete die Börsenzulassung des Unternehmens im Regulierten Markt auf eigenen Antrag. Die Aktie wird weiterhin im Freiverkehr an der Hamburger Börse gehandelt.

## Beteiligungen
- Prudsys AG: Entwicklung und Integration von Realtime-Analytics-Lösungen zur Auswertung von strukturierten Daten und Anbieter von Empfehlungstechnologien. Ihr Standort ist in Chemnitz.

### Tochterunternehmen

Logo von Imperia

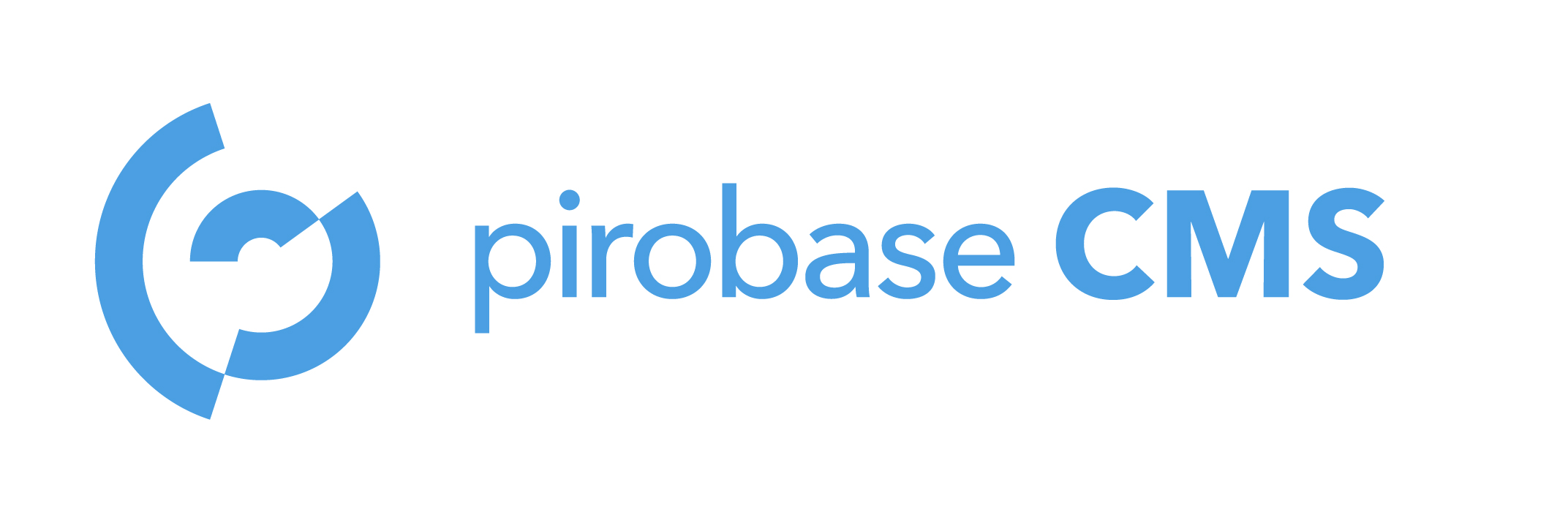
Pirobase CMS – Markenlogo

- Die Pironet NDH Datacenter GmbH mit Sitz in Köln ist ein ITK-Outsourcing-Anbieter im deutschen Mittelstand und bietet den Betrieb von Unternehmensanwendungen und ITK-Infrastrukturen nach Konzepten wie Software as a Service (SaaS) oder Cloud Computing.

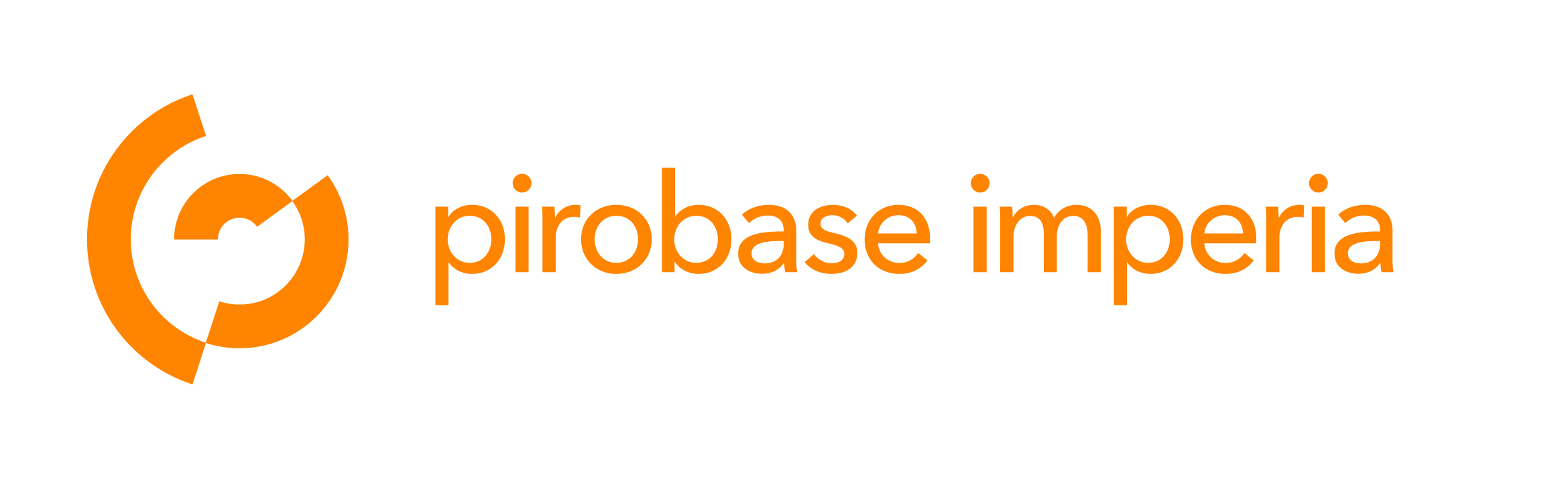
Pirobase Imperia GmbH – Unternehmenslogo

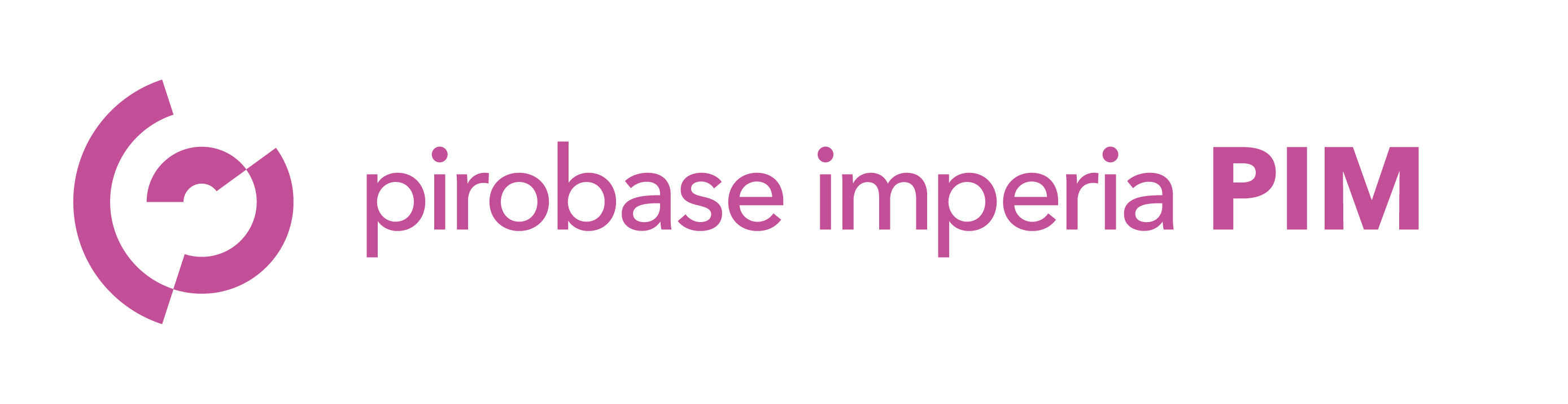
Pirobase Imperia PIM – Markenlogo

- Zwischen 2005 und 2015 war die Imperia AG mit Sitz in Köln eine 100-%-Tochter. Die heute als Pirobase Imperia firmierende GmbH ist ein Anbieter von Content-Management- und Produktinformationsmanagement-Lösungen und bietet neben den beiden Softwareprodukten Imperia CMS – MarkenlogoPirobase CMS – MarkenlogoPirobase Imperia PIM – Markenlogo Imperia CM und Pirobase CMS das Produktinformationssystem Pirobase PIM an, darüber hinaus noch eine umfangreiche Expertise für die Integration von Content-Anwendungen aller Art. Im Juni (welchen Jahres?) wurde die Imperia AG in eine GmbH umgewandelt und in Pirobase Imperia GmbH umbenannt. Zum 30. Juni 2015 wurde die Imperia AG an eine von der Allegra Capital GmbH beratene Besitzgesellschaft verkauft.[10][11][12][13]

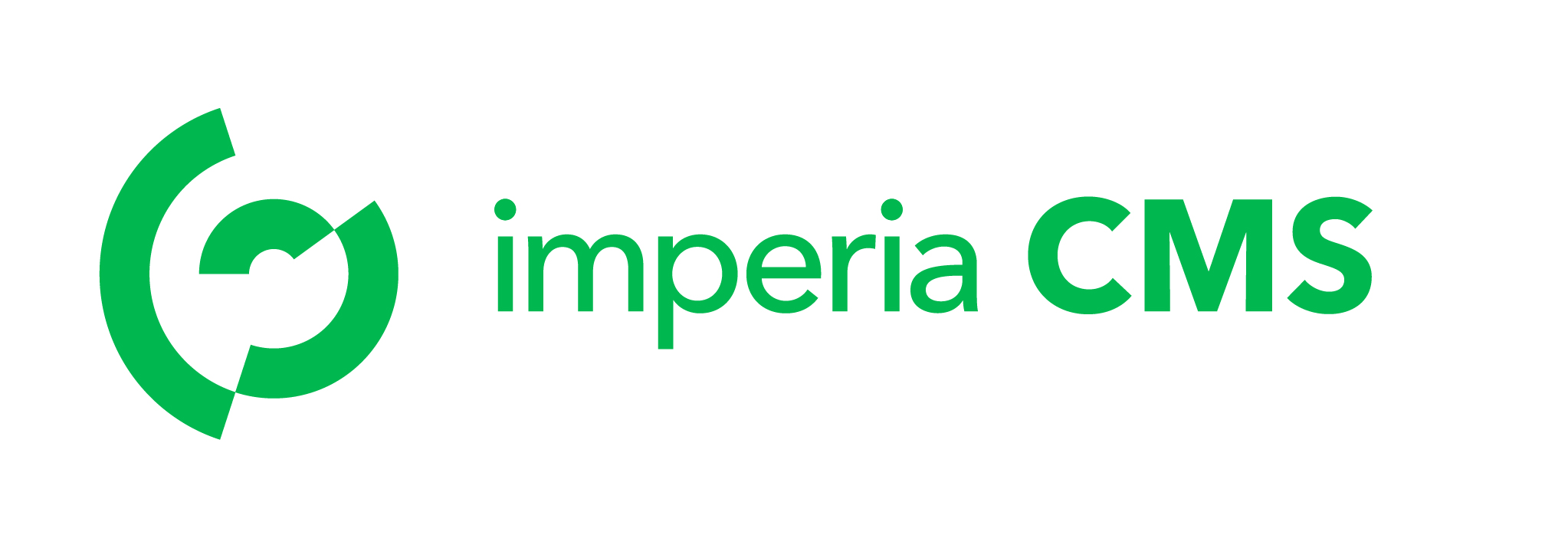
Imperia CMS – Markenlogo